# Варт (Форарльберг)
Варт (нем. Warth) — коммуна (нем. Gemeinde) в Австрии, в федеральной земле Форарльберг.
Входит в состав округа Брегенц. Площадь общины составляет 19,34 км², население — 171 человек (1 января 2021), плотность населения — 9 чел./км². Официальный код — 80239.

## Население
| Год  | Численность |
| ---- | ----------- |
| 1869 | 143         |
| 1889 | 117         |
| 1890 | 124         |
| 1900 | 104         |
| 1910 | 109         |
| 1923 | 93          |
| 1934 | 130         |
| 1939 | 111         |
| 1951 | 129         |
| 1961 | 120         |
| 1971 | 161         |
| 1981 | 154         |
| 1991 | 187         |
| 2001 | 203         |
| 2011 | 174         |
| 2021 | 171         |

## Политическая ситуация
Бургомистр коммуны — Гебхард Фриц, по результатам выборов 2005 года.
Совет представителей коммуны (нем. Gemeinderat) состоит из 9 мест.